# ألكسندر سوبوليف
ألكسندر سوبوليف (بالروسية: Соболев, Александр Сергеевич)‏ (30 مارس 1995 في روسيا - ) هو لاعب كرة قدم روسي في مركز الهجوم. لعب مع نادي أورال يكاترينبورغ وFC Kaluga ‏.

## وصلات خارجية
- ألكسندر سوبوليف على موقع قاعدة بيانات كرة القدم.إي يو (الإنجليزية)